# Ruzitska Ede Ferdinánd
Ruzitska Ede Ferdinánd (Kolozsvár, 1832. április 19. – Budapest, 1896. április 7.) az 1848–49-es forradalom és szabadságharc egyik legfiatalabb honvédtisztje.
Apja Ruzitska György, anyja Fuchs Antónia. Mindössze 16 évesen hadnaggyá léptették elő. 1849. július 2-án orosz hadifogságba esett, később besorozták a császári seregbe.
1854 márciusában menyasszonyával, Pajor Antóniával (1832 – 1897) már jegyben jártak, amikor mindkettőjükről dagerrotípia készült Pesten, március 22.-én Mindkét fénykép fennmaradt az utókornak, Ruzitska Ede a képen már osztrák tiszti egyenruhában.
1855. szeptember 2-án házasodott össze a váci Pajor Antóniával, nagyméltóságú Pajor Mátyás (1781 – 1873) uradalmi kasznár leányával.
1860-as években Galgahévízen, később Dányban dolgozott jegyzőként. 1867-től a Pénzügyminisztériumban mint államszámvevőszéki számvizsgáló tevékenykedett.
Összesen kilenc gyermeke született, közülük 4-en biztosan megérték a felnőttkort. Legkisebb fia Ruzitska László Adolf hírlap- és novellaíró, később felvett nevén Zsoldos László.
Unokaöccse Ruzitska Béla vegyész, egyetemi tanár.
1896. április 7.-én hunyt el Budapesten, a Kerepesi úti temetőben (ma: Fiumei úti sírkert) helyezték örök nyugalomra. Felesége 1 évvel élte túl, és bár 41 évig éltek házasságban, Antóniát Vácott, az alsóvárosi családi sírban temették el